# Krama Jaya
Krama Jaya is een bestuurslaag in het regentschap West-Lombok van de provincie West-Nusa Tenggara, Indonesië. Krama Jaya telt 3995 inwoners (volkstelling 2010).